# Aletes
Aletes (greacă: Ἀλήτης) a fost fiul lui Egist cu Clitemnestra, regele și regina din Micene. A avut două surori: Erigone și Elena. Când era tânăr, părinții lui au fost uciși de eroul Oreste, care era frate vitreg cu Aletes, Oreste fiind fiul lui Agamemnon și al Clitemnestrei (ca răzbunare pentru faptul că Agamemnon a fost ucis de Clitemnestra, Agamemnon la rândul său o omorâse pe Ifigenia).